# Софія Гадеаард Шах
Софія Гадеаард Шах (нар. 9 серпня 1997, Копенгаген, Данія) — непальська плавчиня. Учасниця Чемпіонатів світу з водних видів спорту 2013, 2015 і 2017 років.